# Židovský hřbitov v Radnicích
Židovský hřbitov v Radnicích, založený údajně v 16. století, je situován východně od města Radnice na kraji lesa u pole s přístupem po polní cestě odbočující doprava k lesu ze silnice na Chomle po zeleně značené turistické stezce. Je chráněn jako kulturní památka České republiky.
V první polovině 19. století došlo k jeho rozšíření. Dochovalo se kolem stovky náhrobků s nejstarším z roku 1734. Stála zde kamenná ohradní zeď s cihlovou nástavbou a vstupem ze západní strany, postaveny byly dvě brány a na severozápadě areálu hřbitovní domek, který se dodnes bohužel nezachoval. Pohřby zde probíhaly až do počátku nacistické okupace. Hřbitov je volně přístupný.
Ve městě se též nachází bývalá synagoga.